# Trôm hoe
Sterculia pexa là một loài thực vật có hoa trong họ Cẩm quỳ. Loài này được Pierre miêu tả khoa học đầu tiên năm 1888.